# Établissement de détention de Québec
 (juillet 2012).
Si vous disposez d'ouvrages ou d'articles de référence ou si vous connaissez des sites web de qualité traitant du thème abordé ici, merci de compléter l'article en donnant les références utiles à sa vérifiabilité et en les liant à la section « Notes et références ».
L'Établissement de détention de Québec, autrefois appelé Centre de détention de Québec et aussi connu sous le nom de prison d'Orsainville, est une prison provinciale du Québec située dans l'arrondissement de La Haute-Saint-Charles de la ville de Québec (et non dans le quartier voisin d'Orsainville).
L'établissement accueille des détenus qui purgent des sentences de moins de deux ans et des prévenus en attente de leurs procès. L'établissement peut accueillir plus de 710 détenus masculins, il est le deuxième plus grand établissement de détention provinciale au Québec après l'établissement de détention de Montréal (Prison de Bordeaux). La prison comporte également une section féminine qui comporte 56 places régulières.
Elle remplace la Prison de Québec qui était situé sur les Plaines d'Abraham et utilisé de 1867 à 1970.

## Évasions

### Évasion en hélicoptère de 2014
Le 7 juin 2014, Serge Pomerleau, Denis Lefebvre et Yves Denis, trois détenus considérés comme dangereux en raison de leur implication dans le crime organisé et le trafic de stupéfiants, se sont évadés de l'Établissement de détention de Québec à bord d'un hélicoptère qui a atterri dans la cour de la prison,. Cette évasion spectaculaire a été planifiée de longue date et a nécessité l’achat et la modification d’un hélicoptère Robinson R44, acquis pour 45 000 $ à l’aéroport de Beloeil. Une fois à l'extérieur, l’appareil s’est brièvement posé à Saint-Basile pour être ravitaillé, avant de redécoller vers Sainte-Béatrix, où il aurait été démantelé et enterré, rendant son repérage quasi impossible.
L’évasion a déclenché une vaste opération policière impliquant 200 enquêteurs de la Sûreté du Québec (SQ), mobilisés sous l’opération Danseur, avec des coûts estimés à plus de 200 000 $ en heures supplémentaires et en frais logistiques. L’enquête a permis d’établir que les fugitifs avaient des complices, dont Maxime Lefebvre, fils de Denis Lefebvre et détenteur d’une licence de pilote. Il aurait séjourné volontairement en détention peu avant l’évasion pour repérer les lieux.
Les policiers ont suivi plusieurs pistes grâce à des erreurs des fugitifs, notamment la découverte de pinces coupantes avec un code-barres menant à un Canadian Tire de Joliette, où un complice avait aussi acheté des vêtements et de grands sacs. De plus, des écoutes téléphoniques et des observations ont permis de retracer les évadés dans un condo de luxe de la tour Solano, dans le Vieux-Montréal. Un message texte évoquant un barbecue dans l’appartement a été un indice crucial pour localiser leur planque. Dans la nuit du 21 au 22 juin 2014, une intervention du Groupe tactique d’intervention (GTI) de la SQ a permis d’appréhender les trois fugitifs en moins de 10 secondes, mettant ainsi fin à deux semaines de cavale.
Les trois évadés ont par la suite été condamnés à des peines additionnelles pour leur fuite. L’événement a soulevé des questions sur la sécurité des établissements de détention, notamment en ce qui concerne la grillage des cours extérieures. Depuis 2014, plusieurs nouvelles cours ont été sécurisées, bien que le gouvernement ait précisé que seules celles jugées à haut risque bénéficieraient de cette mesure.

### Évasion de 2022
Le 21 juillet 2022, Dave Gingras-Gaudet, détenu pour des infractions liées au trafic de drogue et à la possession d’armes à feu prohibées, s’est évadé de l’établissement de détention de Québec avec l’aide de complices. Profitant d’une sortie dans la cour extérieure, il a réussi à franchir une première clôture dont les mailles avaient été sectionnées avant de sauter une seconde clôture, située à la périphérie du complexe. L’alerte a été donnée après un retard notable dans la détection de son absence, laissant une période d’évasion de plus de 30 minutes avant le déclenchement des recherches.
Après deux jours de cavale, Gingras-Gaudet a été retrouvé et arrêté le 23 juillet 2022 dans un dépanneur de Beauport, où il a été appréhendé par le Groupe tactique d’intervention de la SQ. Il a par la suite plaidé coupable à plusieurs chefs d’accusation liés à son évasion ainsi qu’à d’autres infractions criminelles.
Cette évasion, bien que de moindre envergure que celle de 2014, a rappelé les lacunes de sécurité persistantes au sein de l’établissement, notamment en matière de surveillance des cours extérieures et de détection rapide des disparitions de détenus.